# Águeda (stad)
Águeda is een stad en gemeente in het Portugese district Aveiro.
De gemeente heeft een totale oppervlakte van 335 km² en telde 49.041 inwoners in 2001.

## Plaatsen in de gemeente
De gemeente bestaat uit de volgende freguesia:
- Agadão
- Aguada de Baixo
- Aguada de Cima
- Águeda
- Barrô
- Belazaima do Chão
- Borralha
- Castanheira do Vouga
- Espinhel
- Fermentelos
- Lamas do Vouga
- Macieira de Alcoba
- Macinhata do Vouga
- Óis da Ribeira
- Préstimo
- Recardães
- Segadães
- Travassô
- Trofa
- Valongo do Vouga

## Geboren
- Fábio Cardoso (19 april 1994), voetballer